# Zastava Koral
Yugo (вимовляється як [ˈjûɡo]) — це загальна назва, яка використовується для Zastava Yugo, пізніше також продається як Zastava Koral (вимовляється [ˈzâːstaʋa ˈkǒraːl], сербською кирилицею: Застава Корал) і Yugo Koral. Спочатку представлений як Zastava Jugo 45, протягом довгого виробництва автомобіля також використовувалися інші назви, як-от Yugo Tempo, Yugo Ciao або Innocenti Koral. Найчастіше він продавався як Yugo 45/55/60/65, де номер вказував на максимальну потужність автомобіля. У Сполучених Штатах він продавався як Yugo GV (і підверсії). Це субкомпактний хетчбек, що випускався Zastava Automobiles з 1980 по 2008 рік, спочатку югославською корпорацією.

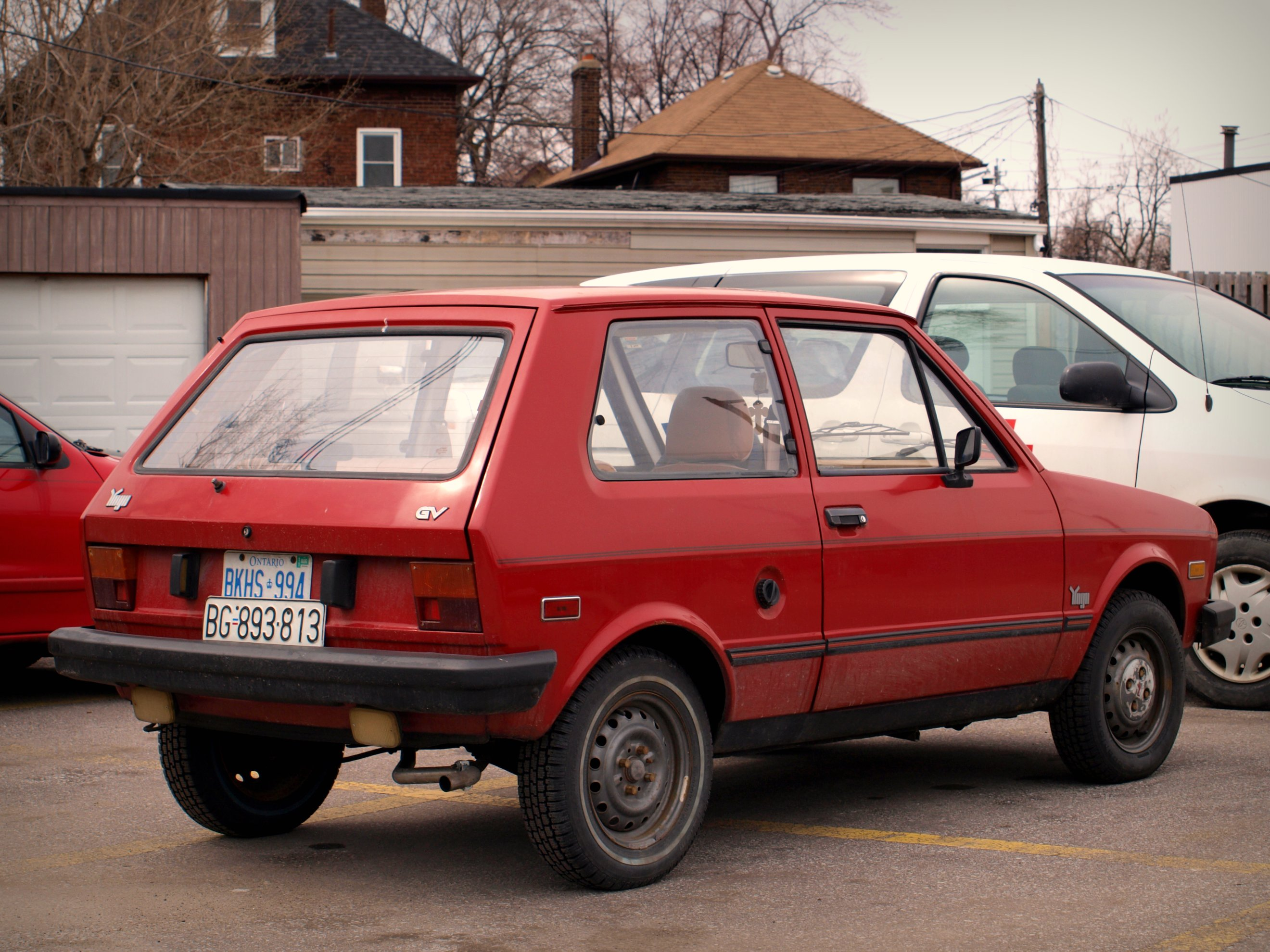
Yugo GV

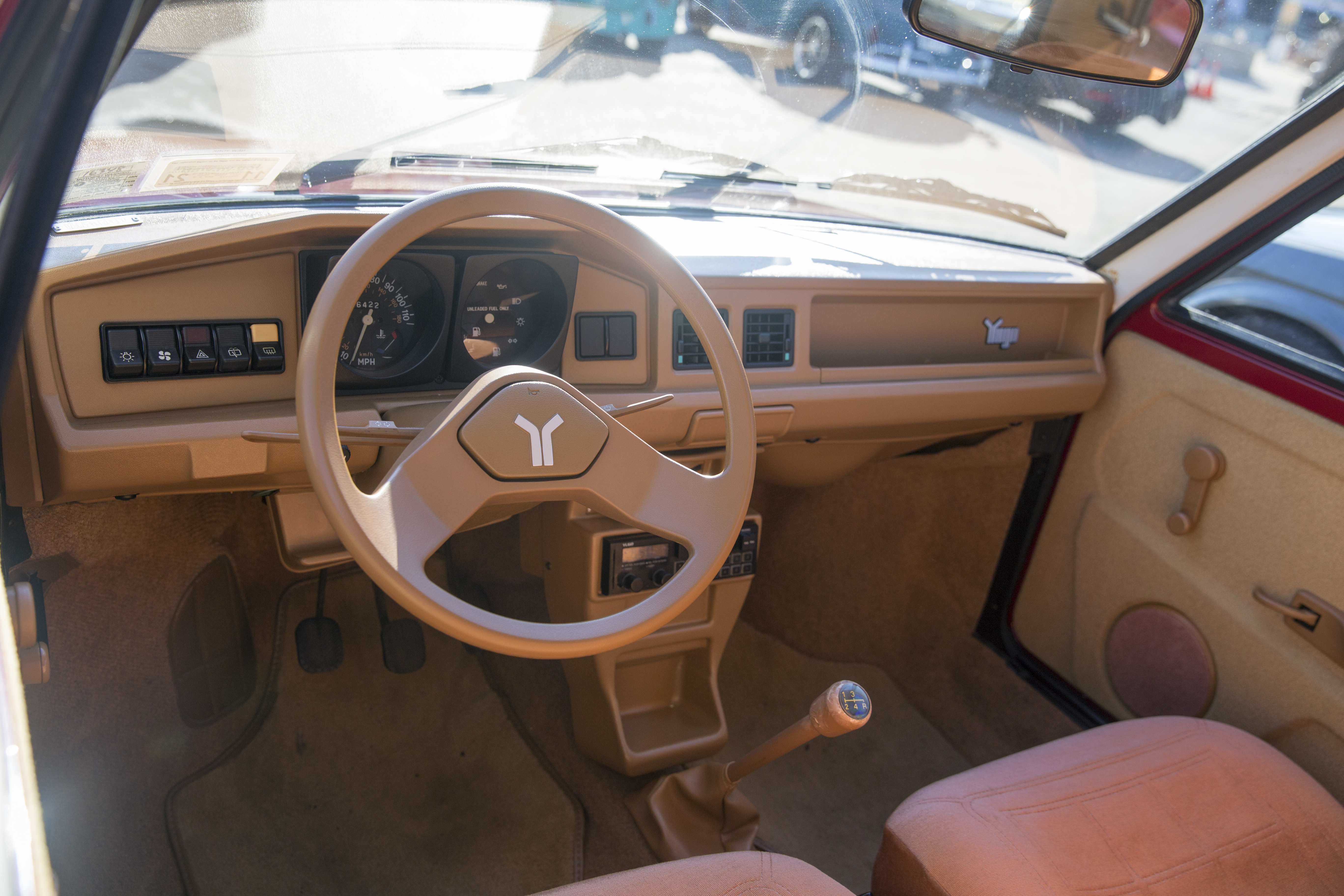

Спочатку розроблений як укорочений варіант Fiat 128, серійне виробництво почалося в 1980 році. Zastava Koral IN, оновлена модель, продавалася до 2008 року, після чого виробництво всіх автомобілів Zastava припинилося; Всього було випущено 794 428 Yugo.
Yugo продавався в Сполучених Штатах з 1985 по 1992 рік Малкольмом Брікліном, який попросив Джеррі Пучкова розробити та випустити на ринок і запустити Yugo у 1985 році із загальною кількістю проданих 141 651 примірників – досягнувши максимуму в 48 812 у 1987 році та впавши до 1412 у 1992 році. Незважаючи на помірний успіх у Сполучених Штатах та на кількох інших експортних ринках, його критикували за його дизайн, безпеку та надійність, хоча автомобіль також став культовим.

## Двигуни
- 0.9 L OHV I4
- 1.1 L SOHC I4
- 1.3 L SOHC I4